# Tigerns väg
Tigerns väg, är en serie ensamäventyr skrivna av Mark Smith och Jamie Thomson.

## Böckerna
1. Hämnaren ISBN 91-7898-023-2. Originaltitel Avenger!, felaktigt angiven som "Assassin" på titelsidan. Avsnitt 148 har ett allvarligt tryckfel, "Se 129", där det engelska originalet korrekt anger "Turn to 361".
2. Förgöraren ISBN 91-7898-022-4. Originaltitel Assassin!
3. Erövraren ISBN 91-7898-028-3. Originaltitel Usurper!
4. Härskaren ISBN 91-7898-035-6. Originaltitel Overlord!
5. Krigaren ISBN 91-7898-048-8. Originaltitel Warbringer!